# Nacolus fuscovittatus
Nacolus fuscovittatus är en insektsart som beskrevs av Kuoh. Nacolus fuscovittatus ingår i släktet Nacolus och familjen dvärgstritar. Inga underarter finns listade i Catalogue of Life.